# Grand Prix of Wales 2005
La 1re édition de la Grand Prix of Wales a eu lieu le 20 août 2005. Elle fait partie du calendrier de la Coupe du monde de cyclisme sur route féminine 2005. La course est remportée par l'Allemande Judith Arndt.

## Parcours
Le parcours emprunte un circuit long de 38 km trois fois. Une ascension de 4,5 km de long à Wentwood agrémente le circuit. Après une courte descente, une seconde montée de un kilomètre de longueur se présente. Une dernière côte, très raide et longue de 500 m est placée juste avant la ligne d'arrivée.

## Récit de la course
Les deux premiers tours de course ne donne pas lieu à de tentatives d'échappée. Emma Pooley monte cependant à un rythme élevé les ascensions du parcours. Dans le dernier tour, après la descente, Tina Liebig et Olivia Gollan s'échappent. Elles sont rapidement reprises. À quinze kilomètres de l'arrivée, Adrie Visser attaque et creuse un écart significatif. Olivia Gollan et Tina Liebig tentent de la rejoindre mais un regroupement général s'opère à douze kilomètres de la ligne. Un autre groupe part ensuite. Il est constitué de Sigrid Corneo, Modesta Vžesniauskaitė, Tiena Liebig, Olivia Gollan et Natalie Bates. Le peloton les reprend à quatre kilomètres du but, soit au pied de la dernière montée. Theresa Senff accélère d'emblée. Elle est suivie par une dizaine de coureuses, dont Judith Arndt qui place une attaque proche du sommet. Elle est accompagnée par Oenone Wood. Celle-ci voyant une opportunité pour sa coéquipière laisse un trou. Susanne Ljungskog passe certes l'Australienne mais ne parvient pas à rejoindre Arndt qui s'impose donc. Oenone Wood est troisième,.

## Classement final
| \| Classement général \| Classement général \| Classement général \| Classement général \| Classement général \| \| Coureuse \| Coureuse \| Pays \| Équipe \| Temps \| \| ------------------ \| ---------------------- \| ------------------ \| -------------------------------- \| ------------------ \| \| 1re \| Judith Arndt \| Allemagne \| Equipe Nürnberger Versicherung \| 3 h 13 min 11 s \| \| 2e \| Susanne Ljungskog \| Suède \| Buitenpoort-Flexpoint \| + 2 s \| \| 3e \| Oenone Wood \| Australie \| Equipe Nürnberger Versicherung \| + 2 s \| \| 4e \| Anita Valen de Vries \| Norvège \| Vlaanderen-Capri Sonne-T Interim \| + 2 s \| \| 5e \| Modesta Vžesniauskaitė \| Lituanie \| Nobili Rubinetterie-Menikini \| + 2 s \| \| 6e \| Andrea Graus \| Autriche \| ELK Haus Nö \| + 2 s \| \| 7e \| Mirjam Melchers \| Pays-Bas \| Buitenpoort-Flexpoint \| + 2 s \| \| 8e \| Theresa Senff \| Allemagne \| Van Bemmelen-AA Drink \| + 2 s \| \| 9e \| Susan Palmer-Komar \| Canada \| Colavita-Cooking Light \| + 2 s \| \| 10e \| Svetlana Boubnenkova \| Russie \| P.M.B. Fenixs \| + 2 s \| |                        |           |                                  |                 |
| |                        |           |                                  |                 |
| Source : Cycling Quotient |                        |           |                                  |                 |
| Classement général |                        |           |                                  |                 |
| Coureuse | Coureuse               | Pays      | Équipe                           | Temps           |
| 1re | Judith Arndt           | Allemagne | Equipe Nürnberger Versicherung   | 3 h 13 min 11 s |
| 2e | Susanne Ljungskog      | Suède     | Buitenpoort-Flexpoint            | + 2 s           |
| 3e | Oenone Wood            | Australie | Equipe Nürnberger Versicherung   | + 2 s           |
| 4e | Anita Valen de Vries   | Norvège   | Vlaanderen-Capri Sonne-T Interim | + 2 s           |
| 5e | Modesta Vžesniauskaitė | Lituanie  | Nobili Rubinetterie-Menikini     | + 2 s           |
| 6e | Andrea Graus           | Autriche  | ELK Haus Nö                      | + 2 s           |
| 7e | Mirjam Melchers        | Pays-Bas  | Buitenpoort-Flexpoint            | + 2 s           |
| 8e | Theresa Senff          | Allemagne | Van Bemmelen-AA Drink            | + 2 s           |
| 9e | Susan Palmer-Komar     | Canada    | Colavita-Cooking Light           | + 2 s           |
| 10e | Svetlana Boubnenkova   | Russie    | P.M.B. Fenixs                    | + 2 s           |